# Ur-Ninurta
Ur-Ninurta va ser el sisè rei de la dinastia d'Isin a Sumer cap als inicis del segle xix aC. Es deia que era fill de la deïtat Ishkur.
Va succeir a Lipit-Ixtar. La Llista de reis sumeris li dona un regnat de 28 anys i afegeix que va tenir un bon regnat d'abundància i una vida agradable. Va ser contemporani d'Abisare de Larsa.
El va succeir el seu fill Bur-Sin.